# Compra por impulso

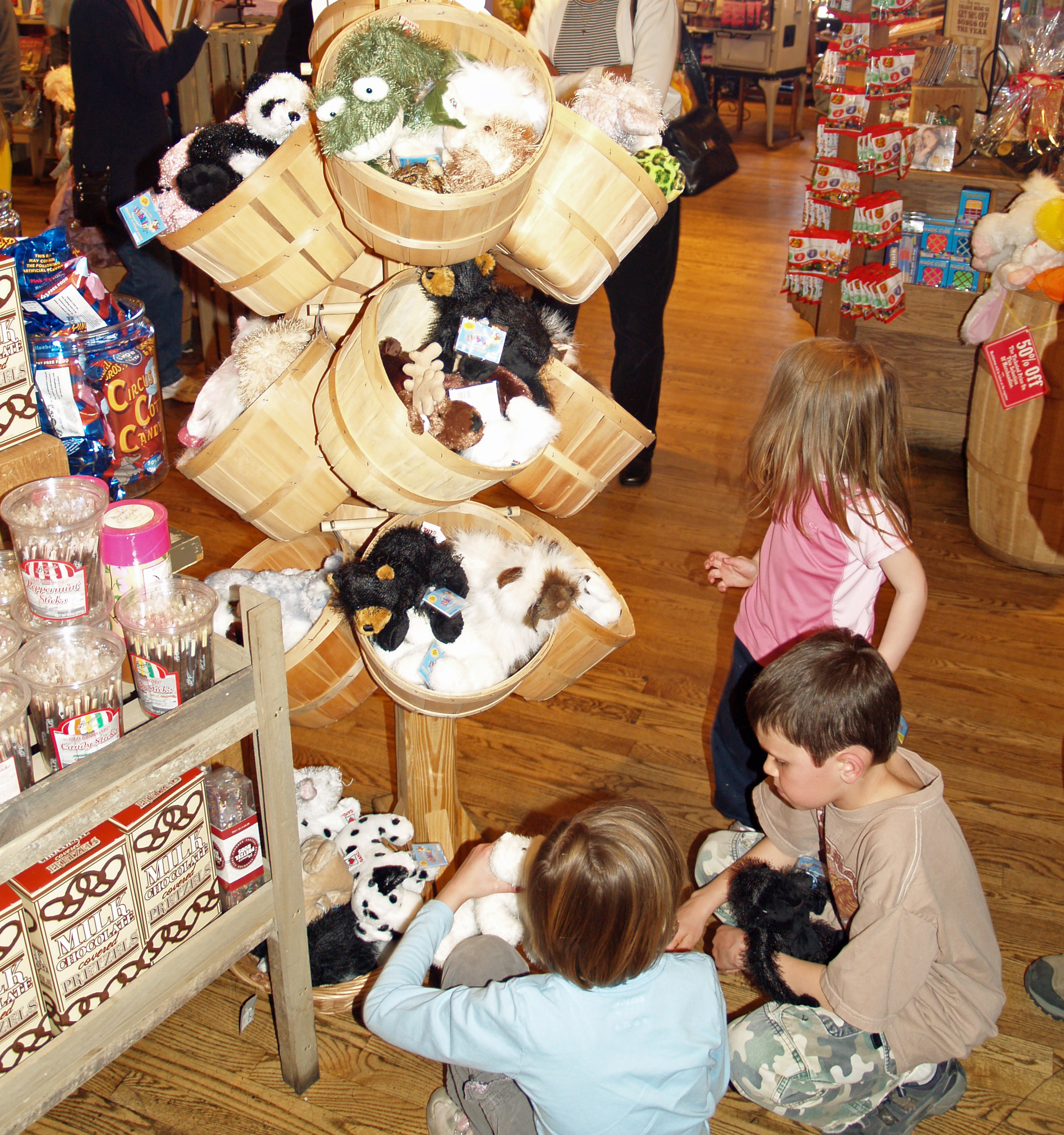
Niños eligiendo peluches de las cestas.

La compra por impulso es un tipo de compra que se realiza espontáneamente, de forma no premeditada. Los artículos que se han comprado por impulso corresponden a un comportamiento del tipo:

Lo vi, me gustó y lo compré.

La compra por impulso generalmente, se vincula a productos pequeños, de bajo precio y de fácil consumo: bolígrafos, cuchillas de afeitar, etc. Los productos de capricho también suelen ser objeto de compra por impulso, bien directa, bien por sugerencia de los niños: juguetes, calendarios, chucherías, etc. esto es, productos que suponen un riesgo bajo para el consumidor final.

## Compra planificada y compra por impulso
Los estudios sobre el comportamiento del consumidor en establecimientos en régimen de libre servicio muestran que el acto de compra puede seguir un patrón racional (compra planificada) o un patrón irracional (compra por impulso).
- Compra planificada: ocurre cuando el cliente ha previsto los artículos que comprará. En un establecimiento de libre servicio (supermercado, hipermercado, gran superficie, category killer) representa el 45% de las compras de un cliente.
- Compra por impulso: los estímulos del punto de venta despiertan el deseo de comprar artículos que no son estrictamente necesarios. Son compras clave en un establecimiento de libre servicio porque representan el 55% de las compras del cliente.

## Influencia del establecimiento comercial en la compra por impulso
Las estrategias en el punto de venta y el «merchante» encerrizo se ocupan de influir en el consumidor para aumentar la compra por impulso. En el proceso de compra es especialmente importante la parte emocional del consumidor. Aunque la compra sea espontánea, la elección del producto o servicio no tiene que ser necesariamente aleatoria.
Para ello, los productos deben destacar sobre los demás, tratando de apelar emocionalmente al consumidor. Se trata de vender beneficios, emociones y sentimientos; los productos y servicios son solo medios para alcanzarlos. Para destacar es clave cautivar al cliente, aunque sea momentáneamente. Una buena imagen de marca es ideal.
Las estrategias para influir en la compra impulsiva se basan principalmente en dos aspectos: el precio y la publicidad en el lugar de venta. Ejemplo de ello son los productos que se suelen colocar en los mostradores o junto a las cajas registradoras en supermercados y grandes superficies.

## Patologías de la compra por impulso
A veces pueden generar graves enfermedades psicológicas, provocando la compra impulsiva del consumidor, no solo de productos baratos y de poco valor, sino también de productos carísimos. Así como también productos innecesarios.